# USM Sétif
El USM Sétif es un equipo de fútbol de Argelia que juega en la Campeonato Nacional Aficionado de Argelia, la tercera división de fútbol en el país.

## Historia
Fue fundado el 13 de febrero de 1933 en la ciudad de Sétif y es el equipo de fútbol más viejo de la ciudad. Durante el periodo colonial el club fue campeón de la liga de Constantine en dos ocasiones, aunque luego de la independencia de Argelia la situación no ha sido tan buena.
La mejor época del equipo ha sido la de los años 1970s, periodo en el que llegó a jugar en el Campeonato Nacional de Argelia en cuatro temporadas no consecutivas, pero siempre estando en la zona baja de la tabla.
En 2005 el club llegó a la final de la Copa de Argelia, la cual perdió ante el ASO Chlef 0-1 en tiempo extra mientras militaba en la tercera división.

## Palmarés
- Liga de Constantine: 2

1946, 1951

## Rivalidades
El club cuenta con una rivalidad con el ES Sétif, el equipo más exitoso de la ciudad y que ha ganado en varias ocasiones del Campeonato Nacional de Argelia y la Copa de Argelia, y es el más popular de la ciudad.

## Jugadores

### Jugadores destacados
- Rachid Mekhloufi
- Mokhtar Arribi
- Abdelhamid Kermali
- Amar Rouaï